# سینمای امپراتوری روسیه

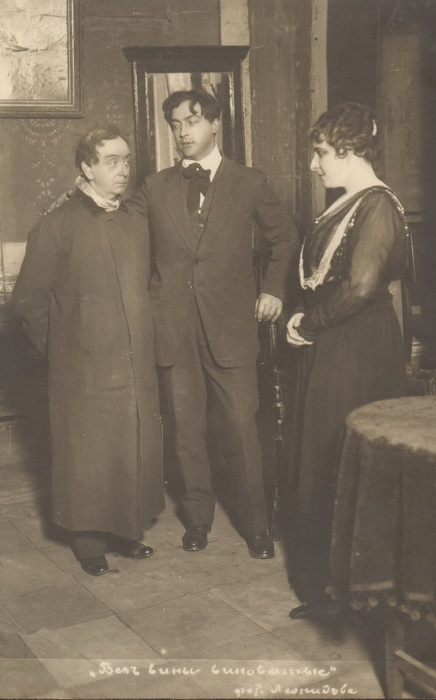
ساشین، اوستوزف، تاسمیرنوا - 1913

سینمای امپراتوری روسیه (انگلیسی: Cinema of the Russian Empire) عموماً به سینمای روسیه در دوره سال‌های ۱۹۰۷ تا ۱۹۲۰ گفته می‌شود. در این دوره، زیرساختی قوی برای سینما به وجود آمد. در حدود ۲۷۰۰ فیلم در این سال‌ها ساخته شده که ۳۰۰ تای آن‌ها باقی‌مانده‌اند.
سینما در سال ۱۸۹۶، تنها چهار ماه پس از نمایش اولین فیلم تاریخ در پاریس، به روسیه رسید. اولین فیلم نمایش داده شده در امپراتوری روسیه، توسط برادران لومیر در مسکو و سنت پترزبورگ و در مه ۱۸۹۶ به نمایش درآمد. در همان ماه، اولین فیلم در روسیه، توسط فیلمبردار بومیر، کامیل کرف و از تاجگذاری نیکلای دوم در کاخ کرملین مسکو ضبط شد. اولین سالن نمایش ثابت در سنت پترزبورگ، خیابان نوسکی شماره ۴۶ و در سال ۱۸۹۶ افتتاح شد. 